# Basye, Virginia
Basye, Virginia (енгл. Basye) насељено је место без административног статуса у америчкој савезној држави Вирџинија.

## Демографија
По попису из 2010. године број становника је 1.253.
| Група             | 2000.    | 2010.         |
| Белци             | 0 (0,0%) | 1.168 (93,2%) |
| Афроамериканци    | 0 (0,0%) | 17 (1,4%)     |
| Азијати           | 0 (0,0%) | 2 (0,2%)      |
| Хиспаноамериканци | 0 (0,0%) | 36 (2,9%)     |
| Укупно            | 0        | 1.253         |